# Die Lebensgeschichte der Maus Sambar

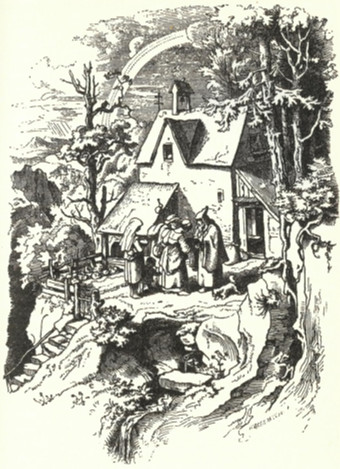
Holzschnitt, Ludwig Richter

Die Lebensgeschichte der Maus Sambar ist ein Tiermärchen (AaTh 180, 75). Es steht in Ludwig Bechsteins Deutsches Märchenbuch an Stelle 59 (1845 Nr. 74) und stammt aus Antonius von Pforrs Das Buch der Beispiele der alten Weisen (Kap. 4: Die Mißgeschicke der Maus Sambar).

## Inhalt

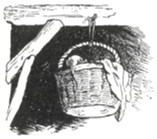
Holzschnitt, Ludwig Richter

Die Maus Sambar erzählt, wie sie im Haus eines Einsiedlers aufwuchs, in seinen Korb mit Essen sprang und ihrer Familie davon herunter warf. Ein Gast des Einsiedlers erzählte ihm, was ein anderer Gastgeber seiner geizigen Frau erzählte: Ein Jäger schoss einen Hirsch, dessen Gewicht hinderte ihn, auf einen Bär zu schießen, Bär und Jäger starben, so fand sie ein Wolf, wollte alles behalten, nagte nur an der Armbrust und starb so. Die Frau tauschte ungehülsten Weizen gegen gehülsten, mit Grund, wie eine Nachbarin spottete, den ersteren hatte ein Schwein besudelt. Daraus schloss der Gast, im Mauseloch liege Gold, holte es heraus und teilte mit dem Einsiedler. Ohne Gold fehlte Sambar die Kraft, in den Korb zu springen, nun mieden sie die anderen Mäuse. Gierig versuchte sie, ans Gold zu kommen, vergebens. Sie wurde Einsiedlerin, lernte die Taube, den Raben und die Schildkröte kennen, die ihr nun zuhören. Ein Hirsch kommt und wird ihr Freund. Als er in ein Netz gerät, befreit ihn die Maus, dafür nimmt der Jäger die Schildkröte. Der Hirsch stellt sich krank, dass der Jäger ihm folgt und die Maus befreit die Schildkröte. Sie leben froh.

## Herkunft

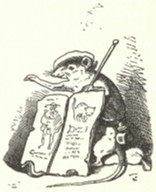
Holzschnitt, Ludwig Richter

Der Text beschließt bei Bechstein die Serie aus Nr. 56 Das Mäuslein Sambar oder die treue Freundschaft der Tiere, Nr. 57 Der Mann und die Schlange, Nr. 58 Der Hahn und der Fuchs und stammt wie sie aus Antonius von Pforrs Das Buch der Beispiele der alten Weisen, einer Übertragung des indischen Panchatantra. Zu Maus und Einsiedler vgl. Bechsteins Die verwandelte Maus.